# Арган, Эмиль
Эмиль Арган (нем. Émile Argand; 6 января 1879, Eaux-Vives — 14 сентября 1940, Невшатель) — швейцарский геолог.

## Биография
Родился 6 января 1879 года в вблизи Женевы, учился в профессионально-техническом училище в Женеве, затем работал чертёжником. Изучал анатомию в Париже, но бросил медицину из-за интереса к геологии.
Он был одним из первых сторонников теории дрейфа континентов Альфреда Вегенера, рассматривая тектонику плит и столкновения континентов как лучшее объяснение формирования Альп. Основал Геологический институт Невшателя, Швейцария.
За основу деформации земной коры считал образование больших выпуклостей и впадин под влиянием подкоровых магматических течений. Теоретические взгляды Эмиля Аргана изложены в его работе «Тектоника Азии» (1922 г.).
Умер 14 сентября 1940 года.